# 쿠웨이트 항공
쿠웨이트 항공(영어: Kuwait Airways)은 쿠웨이트의 국적 항공사로, 알파르와니야주에 본사를 두고 있다. 쿠웨이트 국제공항을 허브공항으로 사용하고 있으며 인도 아대륙, 유럽, 동남아시아, 북아메리카, 중동 전역을 운항하고 있다. 쿠웨이트 항공은 아랍항공운송기구의 회원이기도 하다.

## 역사
1954년 3월 2명의 쿠웨이트 사업가가 설립한 항공사로 그 해 3월 16일 첫 비행을 시작했고 초기에 아바단, 베이루트, 다마스커스, 예루살렘만 운항했지만 1년 후 경제적인 어려움으로 50%의 지분을 정부에 넘겼다. 이후 정부가 100% 지분을 인수하면서 국영 항공사가 됐다. 1962년에 최초의 제트 엔진 항공사로 출범했으며 그로 인해 1960년대 급속히 성장하게 되었다. 1968년에 처음으로 보잉 707 항공기를 도입했으며 10년이 지난 1978년에 전 기종을 보잉 707로 대체하였다. 같은 해 최대 기종인 보잉 747 시리즈를 도입하면서 뉴욕까지 진출하게 되었다. 하지만 1991년 걸프 전쟁으로 인해 아주 심각한 위기에 처했으나 본사를 바레인으로 옮겨 일부 노선을 운항했다. 그러나 인건비 부담 등으로 2010년 사업 연도에서 손실을 기록했다. 이에 따라 쿠웨이트 정부는 민영화를 위해 지분 35% 매각에 착수했다. 쿠웨이트 정부 산하 민영화 위원회는 2011년 8월 1일 민영화를 위해 상당 지분에 대한 매각 입찰에 들어갔으며 2012년에 지분을 매각하면서 주식회사가 되었다.

## 운항 노선
- 2012년 7월 기준으로 쿠웨이트 항공은 다음과 같은 기종을 운항하고 있다.

### 코드쉐어 협정
- 쿠웨이트 항공은 다음과 같은 항공사와 코드쉐어를 하고 있다.[2]

| - ITA 항공 - 에티오피아 항공 (스타 얼라이언스) - 에티하드 항공 - 오만 항공 - 중동항공 (스카이팀) - 터키항공 (스타 얼라이언스) |

### 인터라인 협정
- 쿠웨이트 항공은 다음과 같은 항공사와 인터라인을 하고 있다.[2]

| - ITA 항공 (스카이팀) - LOT 폴란드 항공 (스타 얼라이언스) - 걸프 에어 - 네팔 항공 - 대한항공 (스카이팀) - 로열 에어 모로코 (원월드) - 루프트한자 (스타 얼라이언스) - 방콕 항공 - 비만 방글라데시 항공 - 비스타라 항공 | - 사우디아라비아 항공 (스카이팀) - 스리랑카 항공 (원월드) - 싱가포르 항공 (스타 얼라이언스) - 아메리칸 항공 (원월드) - 아시아나항공 (스타 얼라이언스) - 에어 유로파 (스카이팀) - 에어 인디아 (스타 얼라이언스) - 에어 캐나다 (스타 얼라이언스) - 에티오피아 항공 (스타 얼라이언스) - 에티하드 항공 | - 오만 항공 - 우크라이나 국제항공 - 유나이티드 항공 (스타 얼라이언스) - 이집트 항공 (스타 얼라이언스) - 중국국제항공 (스타 얼라이언스) - 중동항공 (스카이팀) - 중화항공 (스카이팀) - 체코 항공 (스카이팀) - 카타르 항공 (원월드) - 캐세이퍼시픽 항공 (원월드) | - 케냐 항공 (스카이팀) - 타이 항공 (스타 얼라이언스) - 터키 항공 (스타 얼라이언스) - 튀니스에어 |

## 보유 기종
- 2020년 12월 기준으로 쿠웨이트 항공은 다음과 같은 기종을 보유하고 있으며 평균 기령은 15.8년이다.[5][6]

## 사진

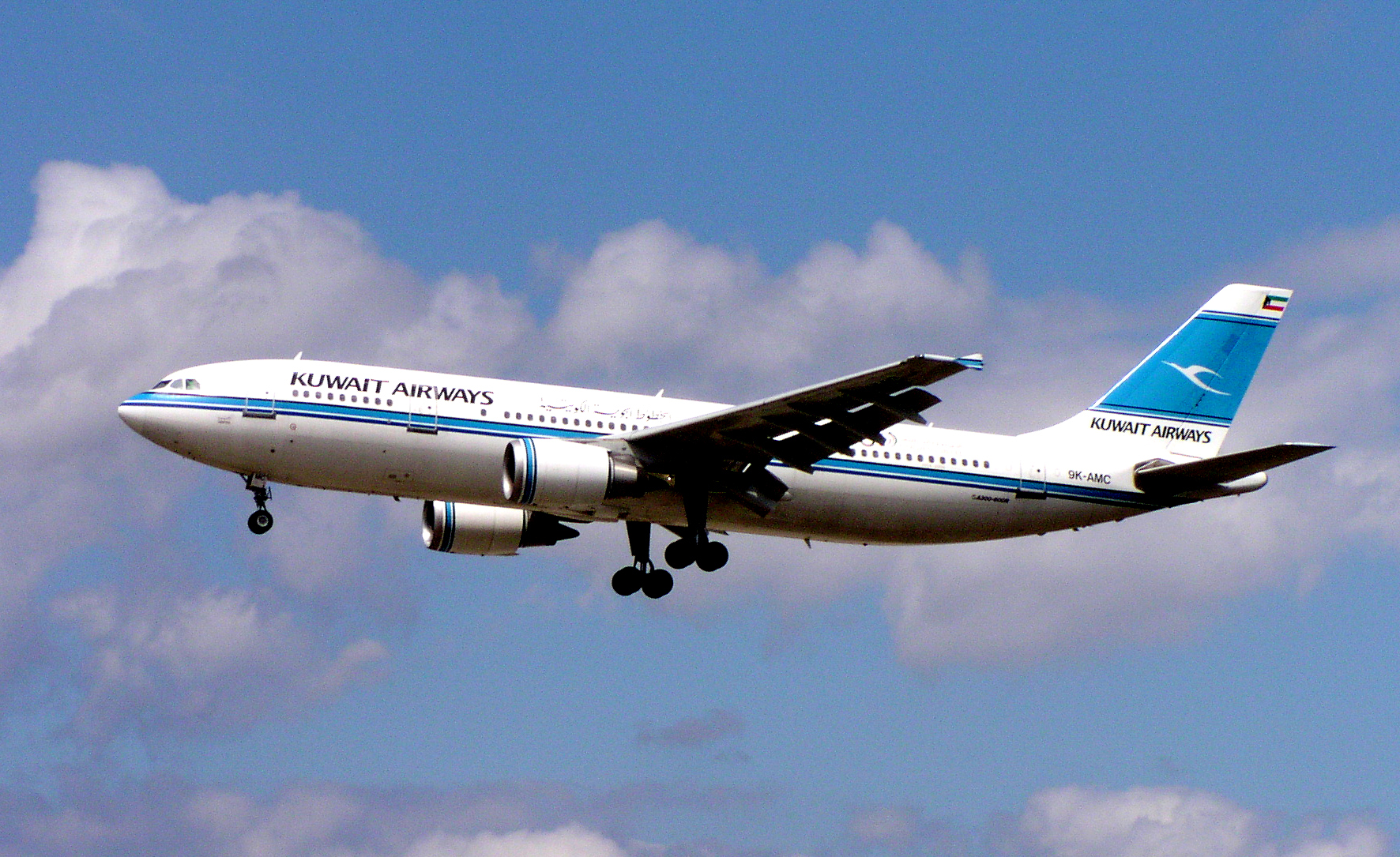
쿠웨이트 항공의 에어버스 A300-600R
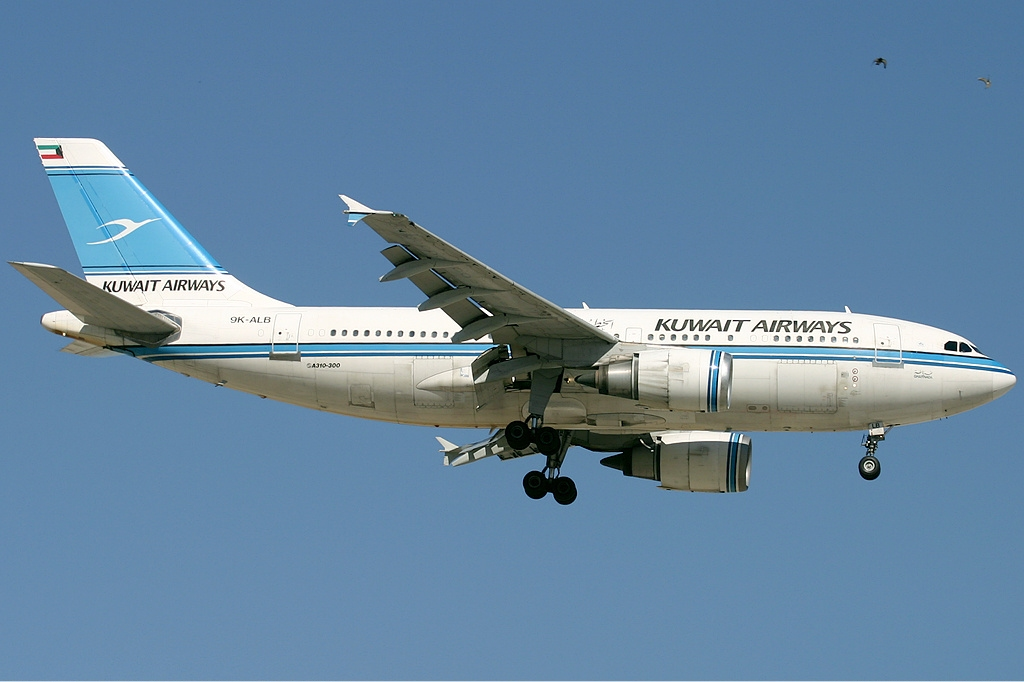
쿠웨이트 항공의 에어버스 A310-300
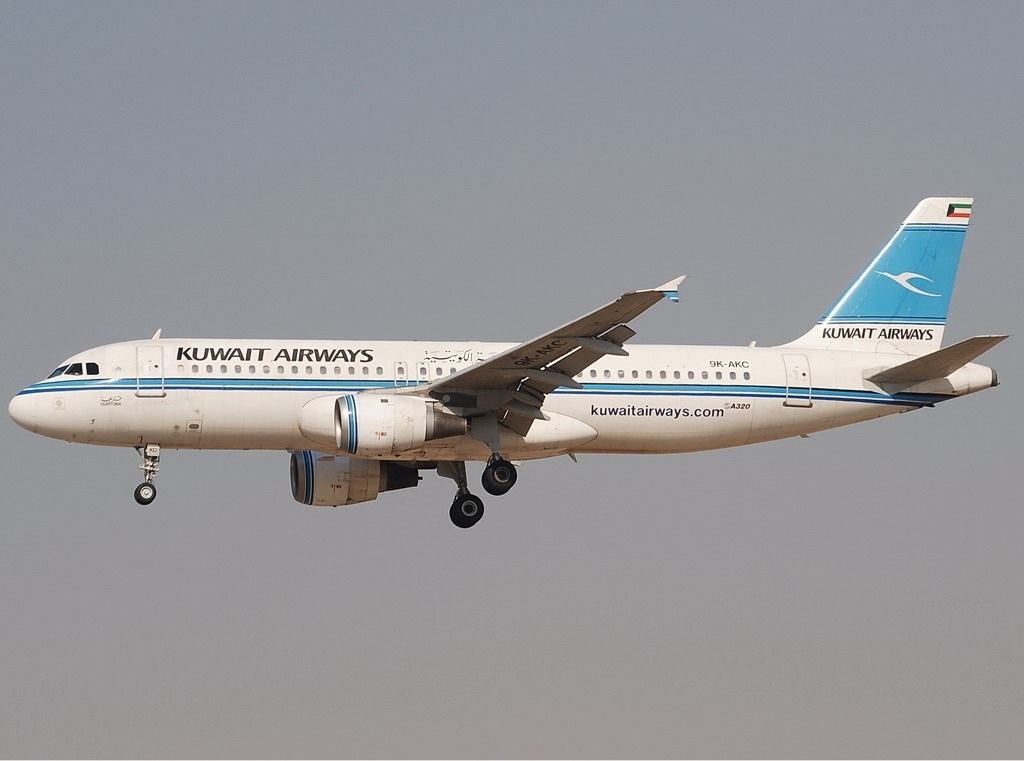
쿠웨이트 항공의 에어버스 A320-200
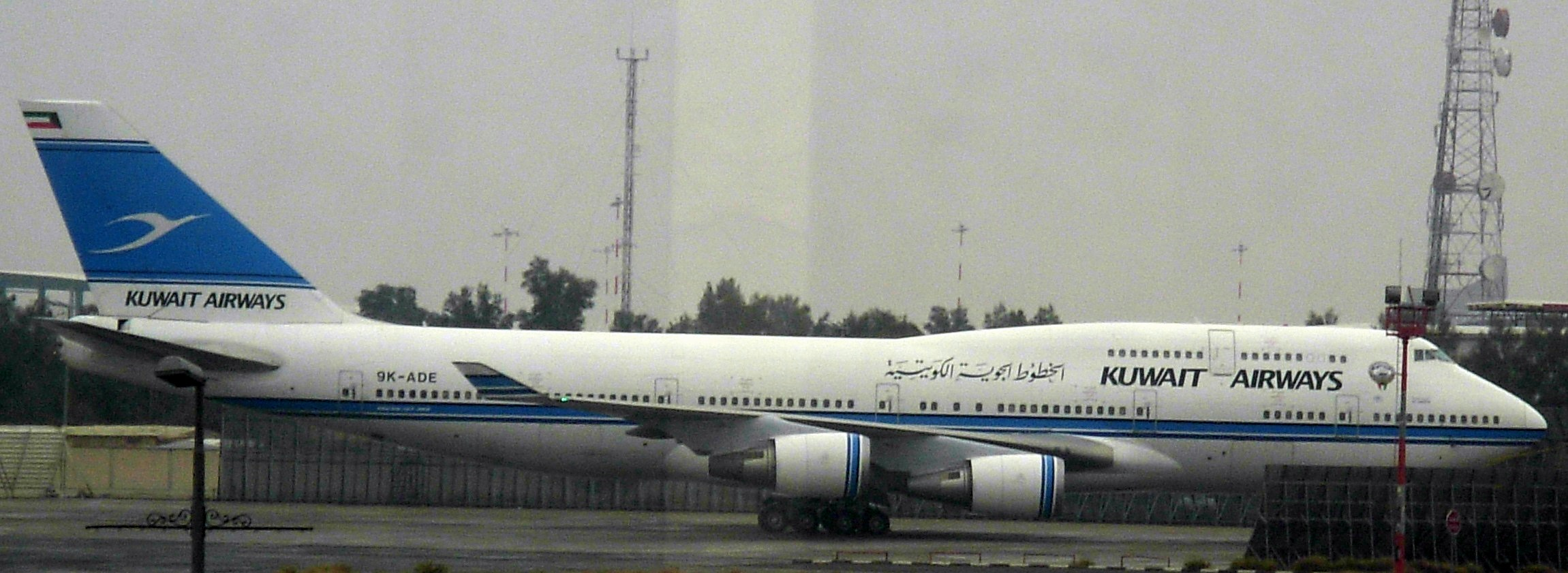
쿠웨이트 항공의 보잉 747-400M
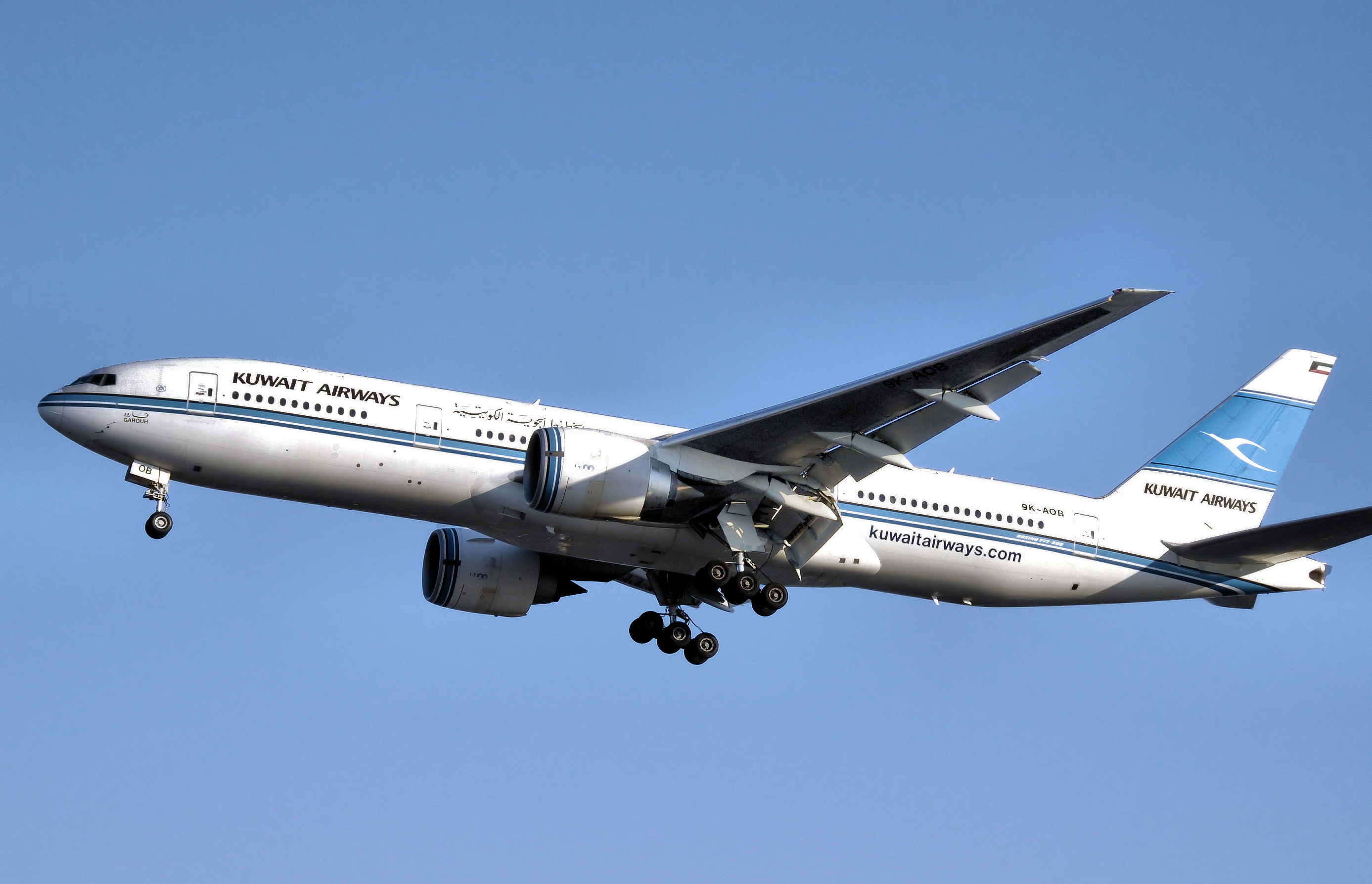
쿠웨이트 항공의 보잉 777-200ER
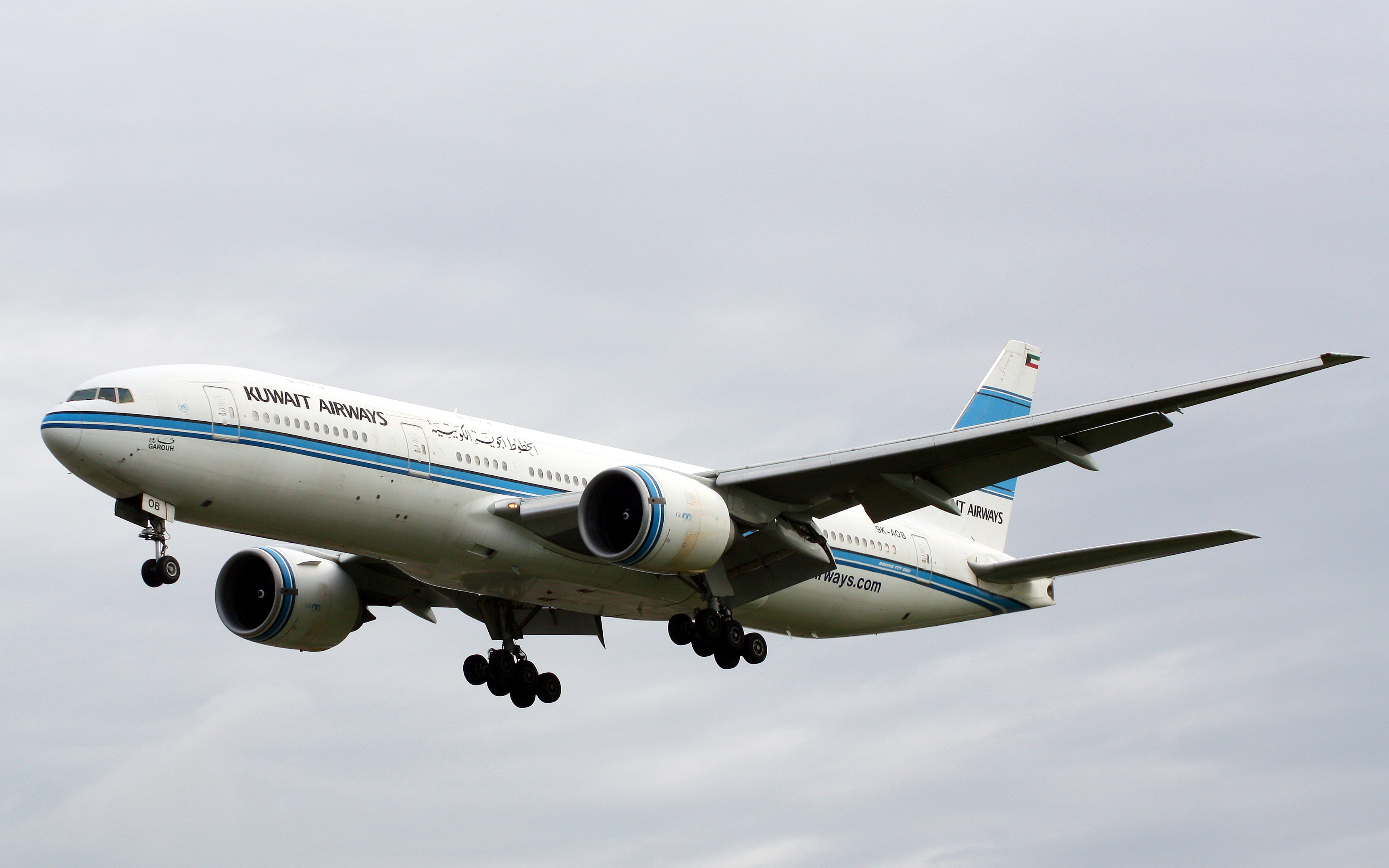
쿠웨이트 항공의 보잉 777-200ER